# Дерево (елемент)
Елемент Дерево (кит. спр. 木, піньїнь: mù) — це втілення символу появи нового життя, дерево є першим етапом у-сін. Цей елемент відповідає за мале ян, час року пов'язане з весною, цей час символізує пробудження природи. Символ цей наділяє людину творчими здібностями, ростом і розвитком, людина, в якій переважає ця енергія, наділений особливою силою, але вона знаходиться під впливом інтуїції, його енергія приносить удачу та успіх у матеріальному плані. Напрямок схід і південний схід, вітер, планета Юпітер, колір синій і зелений.
Плюси: хороша інтуїція, милосердя, винахідливість, готовність до спілкування, натхнення, комунікабельність, духовність, практичність.
Мінуси: запальність, нетерплячість, неуважність, незадоволеність, невиразність, образливість.
Сумісність: Дерева хороші взаємини досягаються зі стихією Води, приносить щастя також зі стихією Землі. А ось союз Дерева і Вогню — це зіткнення двох зовсім різних темпераментів. Треба бути обережним з Металом, а от з'єднання з іншим Деревом гарантує спокійне співіснування.
Час доби: 1—3 години ночі.

## Астрологія
У китайській астрології, дерево входить в 10-річний цикл небесних стовбурів (п'яти елементів інь і янь), які поєднують у собі 12 земних гілок. Дерево управляє китайськими знаками такими як Тигром, Кроликом і Драконом.